# Колесо имени 850-летия Москвы
Колесо имени 850-летия Москвы — колесо обозрения в парке аттракционов «Москва-850» на территории ВДНХ, построенное к 850-летию Москвы в 1997 году и демонтированное в 2016 году. 
Колесо имело высоту 73 метра и диаметр 70 метров, совершало полный оборот за 7 минут, было оборудовано 40 кабинками, рассчитанными на 8 человек каждая. 

До возведения 90-метрового колеса Eurowheel (Италия) в 1999 году оно было крупнейшим в Европе; до постройки 80-метрового колеса обозрения в парке культуры и отдыха района Лазаревское в Сочи — самым высоким в России.

## История
Колесо было спроектировано конструктором Владимиром Гнездиловым по инициативе московской мэрии и установлено принадлежавшей ему группой компаний «Мир» в 1995 году. По словам Гнездилова, в 1994 году он получил предложение благоустроить заброшенный участок территории ВВЦ и представил проект развлекательного парка с аттракционами, открытие которого было символически приурочено к скорому празднованию 850-летия Москвы. Проект прошёл обсуждение на уровне правительства города и действовавший мэр Юрий Лужков предложил сделать запланированное колесо обозрения самым высоким в Европе. В 1994 году Гнездилов заключил с ВВЦ договор аренды участка в 6 гектаров на 49 лет, в 1995 году парк начал работу, колесо было запущено к празднованию дня города.
В 2010-х развернулся конфликт между арендатором участка, «Российской выставкой аттракционов» (дочерней компанией группы «Мир») и руководством ВВЦ. В многочисленных судебных спорах Гнездилов утверждал, что из-за изменения земельного законодательства в 1999 году арендатору и арендодателю было предложено перерегистрировать договор аренды, но ВВЦ отказался предоставить необходимые документы, из-за чего Росрегистрация отказала в регистрации договора. Формально договор не вступил в силу, однако арендатор продолжил выплачивать арендную плату и вести деятельность. В соответствии с позицией ВВЦ, без действующего договора арендатор был обязан освободить занимаемую территорию. За время эксплуатации в парке «Москва-850» из-за неисправности трижды происходили остановки аттракционов: колесо вставало в 2009 и 2013 годах, а в 2015 году американская горка «Кобра» остановилась во время прохождения вагонеток с 4 пассажирами через «мёртвую петлю». Это происшествие дало ВДНХ (до 2014 года — ВВЦ) повод публично заявить об опасности эксплуатации аттракционов.
В июне 2015 года Арбитражный суд Москвы удовлетворил иск ВДНХ о расторжении договора аренды. «Российская выставка аттракционов» пыталась оспорить решение в Девятом арбитражном суде, а затем подала кассационную жалобу в Арбитражный суд Московского округа, который 3 февраля 2016 года рассмотрел жалобу и оставил решение судов первой и второй инстанции в силе. Демонтаж аттракционов начался в марте, колесо было окончательно разобрано 7 июля 2016 года. 
Заменой этого колеса стало построенное в 2022 году новое колесо обозрения («Солнце Москвы») высотой 140 метров, расположившееся в южной части ВДНХ, в «Парке будущего».

## Галерея

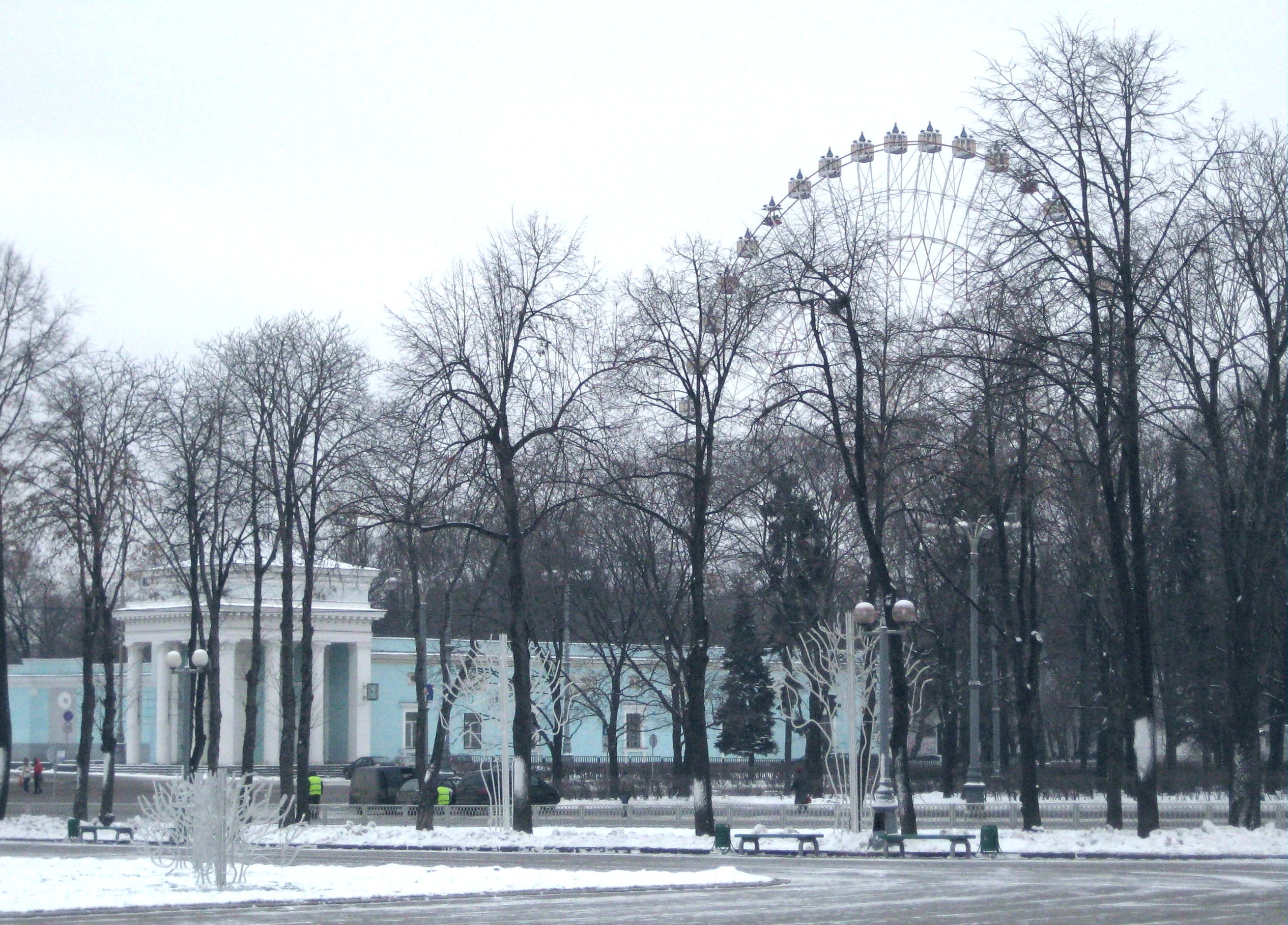
Колесо и ВДНХ зимой
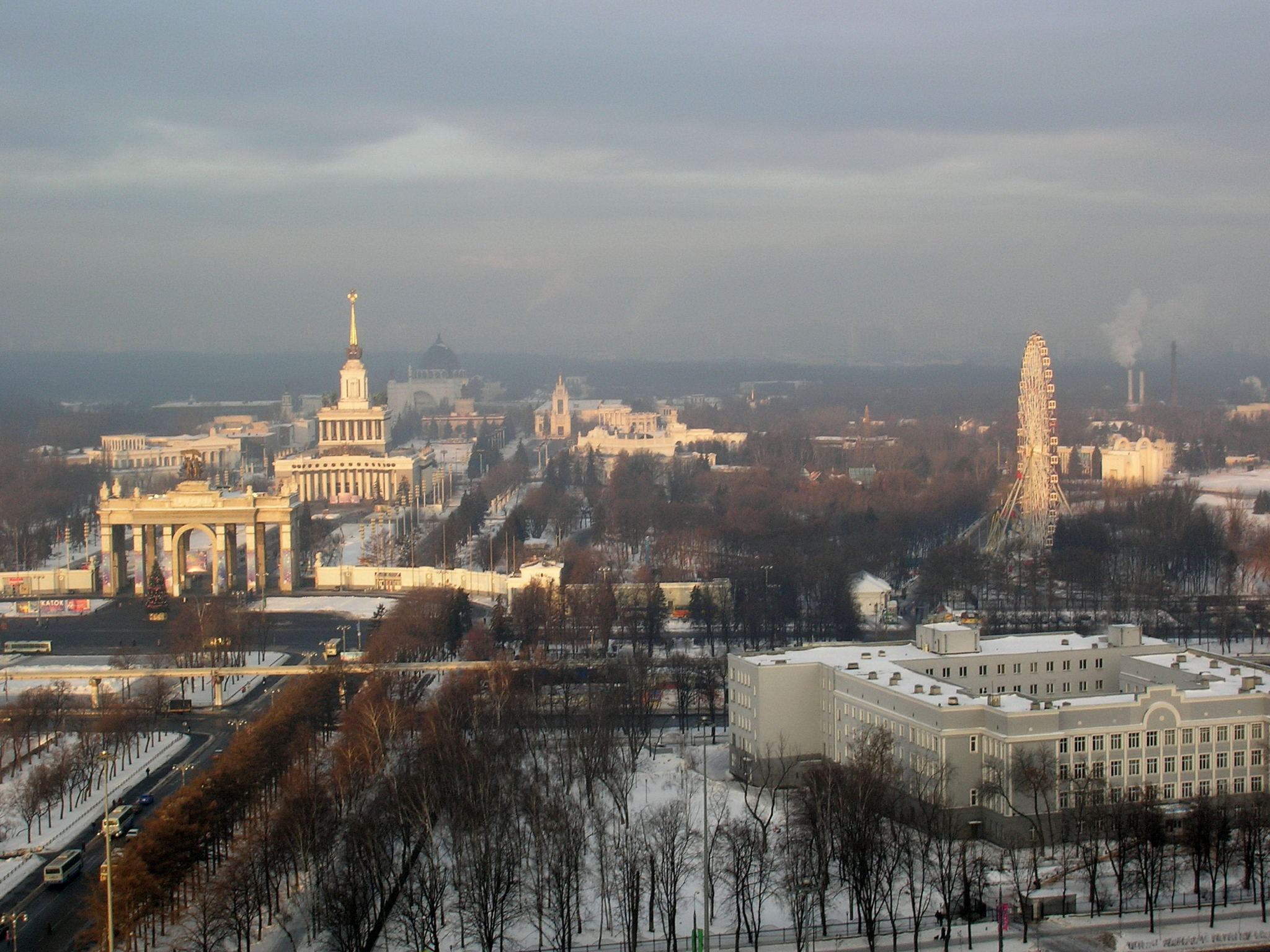
Вид на колесо и ВДНХ
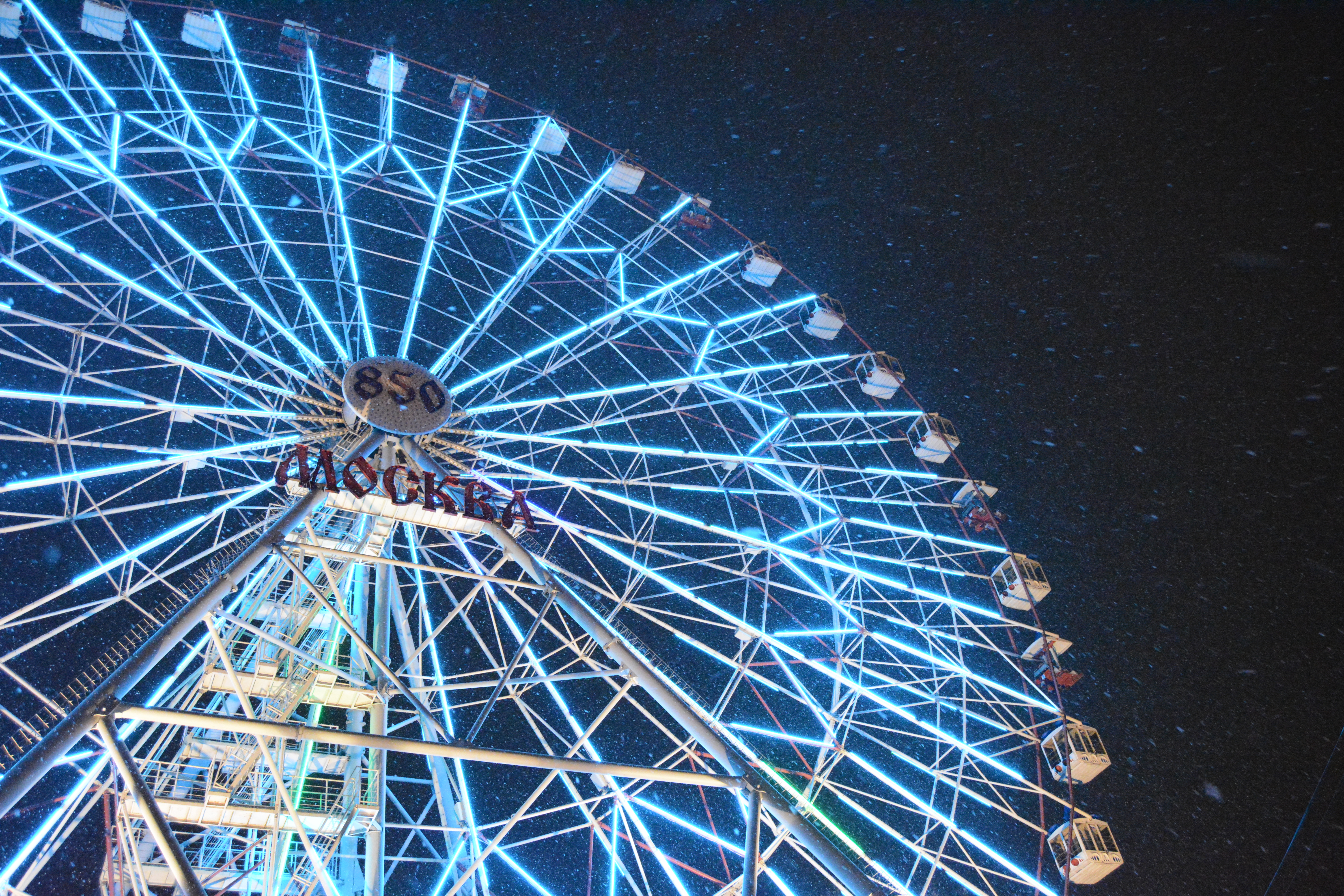
Колесо имени 850-летия Москвы в снегопад, ночная подсветка
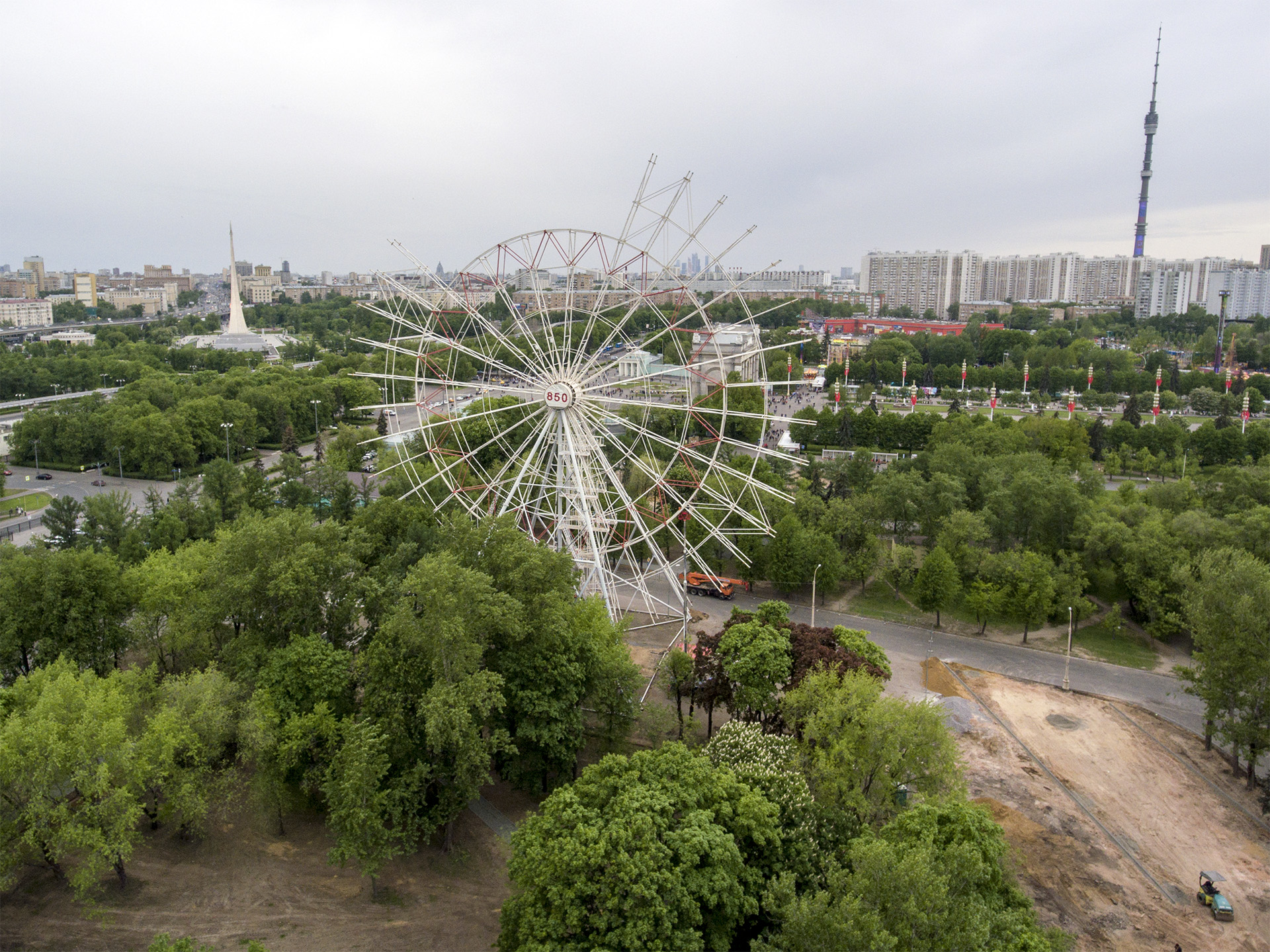
Демонтаж колеса